# 1968年の東京オリオンズ
1968年の東京オリオンズでは、1968年シーズンの東京オリオンズの動向についてまとめる。
この年の東京オリオンズは、濃人渉監督の2年目（途中就任の前年を含む）のシーズンである。シーズン終了後、ロッテがスポンサーとなり、球団の名称を「ロッテオリオンズ」に改称したため、東京オリオンズとしての最後のシーズンである（ただし、当時は経営の主導は引き続き大映と毎日新聞社の合弁による「株式会社毎日大映球団」が担っており、ロッテは経営自体には携わらず資本提携と、現在でいう「命名権」による協賛金を提供する関係にしかなかった）。

## 概要
1964年以来「守りの野球」を掲げながらも低迷し前年あわや最下位かと思われるほど低迷した事で、ようやく永田雅一オーナーは「攻撃野球」の復活を決意、アメリカからジョージ・アルトマンとアルト・ロペス（当初、フロントはヤンキースのスター選手だったヘクター・ロペスを獲ったとしていたが、春季キャンプで利き手が違うことから別人であることが発覚した。しかし、永田オーナーの「ダメだったら返せばいい」との一声でそのまま入団となった）の2名を獲得しシーズンに臨んだ。読み通り外国人コンビは大活躍を見せてチームを活性化、一時は阪急ブレーブスと南海ホークスとの三つ巴となるも終盤に息切れして3位となり、優勝した1960年以来8年振りのAクラス入りとなった。
そんなオリオンズではあったが、シーズン中の5月に身売り話が出る様になる。記者会見で永田オーナーは報道陣に対して、「私は今、経済的、精神的にかなり参ってる。それもこれもチームが弱いからだ。私の先輩や友人が『お前ひとりで苦労するより業務提携してチームを強くしたらどうか』と言ってくれた。私が気に言った社なら、いつでもOKと返事したところだ」「12球団中、個人で球団を持ってるのは私だけだ。だが、やはり限度がある。毎日新聞社が手を引いた1961年からでも10億円以上の金を使っている。それでも私には意地がある。我が東京オリオンズを強くしたいのだ」と延べ、選手には「岸信介元首相たちが、いいスポンサーを見つけてやったらどうかと勧めてくれたんだ。しかし球団を人の手に渡すことはしないからプレーに打ち込んでくれ」と説明した。が、そのスポンサーであるロッテが見つかるのは、1969年1月まで待たなければならなかった。

## チーム成績

### レギュラーシーズン
| 1 | 二 | 前田益穂   |
| 2 | 三 | 池辺巌     |
| 3 | 中 | ロペス     |
| 4 | 左 | アルトマン |
| 5 | 一 | 榎本喜八   |
| 6 | 右 | 得津高宏   |
| 7 | 捕 | 醍醐猛夫   |
| 8 | 投 | 坂井勝二   |
| 9 | 遊 | 山崎裕之   |

| 順位 | 4月終了時 | 4月終了時 | 5月終了時 | 5月終了時 | 6月終了時 | 6月終了時 | 7月終了時 | 7月終了時 | 8月終了時 | 8月終了時 | 9月終了時 | 9月終了時 | 最終成績 | 最終成績 |
| ---- | --------- | --------- | --------- | --------- | --------- | --------- | --------- | --------- | --------- | --------- | --------- | --------- | -------- | -------- |
| 1位  | 近鉄      | --        | 近鉄      | --        | 阪急      | --        | 阪急      | --        | 阪急      | --        | 阪急      | --        | 阪急     | --       |
| 2位  | 阪急      | 4.0       | 阪急      | 1.5       | 南海      | 3.0       | 南海      | 1.5       | 南海      | 2.0       | 南海      | 4.0       | 南海     | 1.0      |
| 3位  | 東映      | 5.5       | 南海      | 1.5       | 近鉄      | 3.5       | 東京      | 3.5       | 東京      | 6.5       | 東京      | 10.0      | 東京     | 13.0     |
| 4位  | 南海      | 6.0       | 東京      | 4.0       | 東京      | 5.0       | 近鉄      | 7.0       | 近鉄      | 14.5      | 西鉄      | 21.0      | 近鉄     | 23.0     |
| 5位  | 西鉄      | 7.0       | 東映      | 5.0       | 東映      | 7.5       | 東映      | 13.0      | 西鉄      | 17.0      | 近鉄      | 22.0      | 西鉄     | 24.0     |
| 6位  | 東京      | 7.5       | 西鉄      | 6.0       | 西鉄      | 11.0      | 西鉄      | 14.0      | 東映      | 23.0      | 東映      | 27.0      | 東映     | 29.0     |

| 順位 | 球団             | 勝 | 敗 | 分 | 勝率 | 差   |
| 1位  | 阪急ブレーブス   | 80 | 50 | 4  | .615 | 優勝 |
| 2位  | 南海ホークス     | 79 | 51 | 6  | .608 | 1.0  |
| 3位  | 東京オリオンズ   | 67 | 63 | 9  | .515 | 13.0 |
| 4位  | 近鉄バファローズ | 57 | 73 | 5  | .438 | 23.0 |
| 5位  | 西鉄ライオンズ   | 56 | 74 | 3  | .431 | 24.0 |
| 6位  | 東映フライヤーズ | 51 | 79 | 5  | .392 | 29.0 |

## オールスターゲーム1968
| ファン投票 | 榎本喜八 |          |          |          |        |
| 監督推薦   | 坂井勝二 | 成田文男 | 佐藤元彦 | 醍醐猛夫 | ロペス |

## できごと
- 7月21日 - 近鉄バファローズとのダブルヘッダー、第1試合の初回、榎本喜八選手は鈴木啓示投手から二塁打を打ち、1956年の川上哲治（巨人）、1967年の山内一弘（阪神）に続く「2000本安打」を達成。ところが第2試合の8回表、セーフティバントを試みた近鉄・安井智規が榎本と接触、榎本に注意された安井は憤慨し、榎本に掴みかかり、大乱闘に発展した。その乱闘で榎本は近鉄の荒川俊三にバットで殴られ、荒川は書類送検された。

## 表彰選手
| リーグ・リーダー | リーグ・リーダー | リーグ・リーダー | リーグ・リーダー |
| 選手名           | タイトル         | 成績             | 回数             |
| ---------------- | ---------------- | ---------------- | ---------------- |
| アルトマン       | 打点王           | 100打点          | 初受賞           |
| アルトマン       | 最多安打         | 170本            | 初受賞           |

| ベストナイン | ベストナイン | ベストナイン |
| 選手名       | ポジション   | 回数         |
| ------------ | ------------ | ------------ |
| 榎本喜八     | 一塁手       | 2年ぶり9度目 |
| アルトマン   | 外野手       | 初受賞       |

## ドラフト
| 順位 | 選手名   | ポジション | 所属           | 結果               |
| ---- | -------- | ---------- | -------------- | ------------------ |
| 1位  | 有藤通世 | 内野手     | 近畿大学       | 入団               |
| 2位  | 広瀬宰   | 内野手     | 東京農業大学   | 入団               |
| 3位  | 池田信夫 | 投手       | 平安高         | 拒否・法政大学進学 |
| 4位  | 土肥健二 | 捕手       | 高岡商業高     | 入団               |
| 5位  | 八塚幸三 | 投手       | 四国電力       | 拒否               |
| 6位  | 山口円   | 内野手     | 鳴門高         | 拒否・関西大学進学 |
| 7位  | 佐藤敬次 | 投手       | 大宮工業高     | 入団               |
| 8位  | 三浦健二 | 投手       | 日本石油       | 拒否               |
| 9位  | 飯島秀雄 | 外野手     | 茨城県庁       | 入団               |
| 10位 | 安藤峰雄 | 投手       | 日本コロムビア | 入団               |
| 11位 | 藤田康夫 | 投手       | 成東高         | 拒否・中央大学進学 |
| 12位 | 舞野健司 | 捕手       | 飯塚商業高     | 入団               |
| 13位 | 市原明   | 内野手     | 銚子商業高     | 入団               |
| 14位 | 飯塚佳寛 | 内野手     | 鷺宮製作所     | 入団               |